# Société Franklin

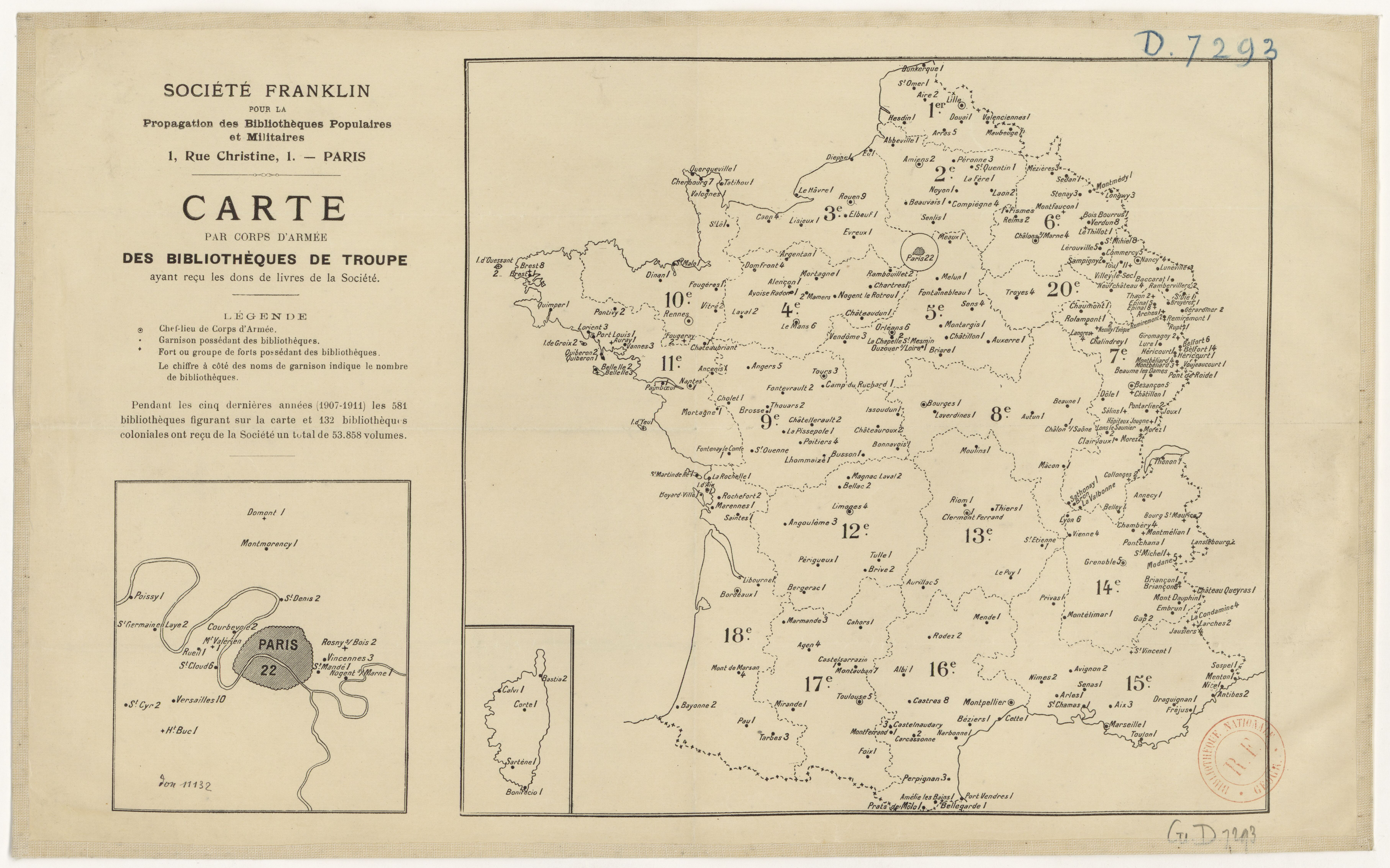
Carte de 1911 montrant la répartition géographique des bibliothèques populaires et militaires créées par la Société Franklin.

La Société Franklin est fondée en 1862 en France pour la propagation des bibliothèques populaires. Ses statuts ont été approuvés par le ministre de l'Intérieur le 19 avril 1864 et le 14 août 1866. Cette société a rendu de grands services d'utilité publique en favorisant la multiplication des bibliothèques populaires et en créant un grand nombre de bibliothèques militaires.

## Contexte historique
Dans la première moitié du XIXe siècle, en France, peu de citoyens de la classe ouvrière fréquentent les bibliothèques publiques, car celles-ci ne sont ouvertes qu’à des heures incompatibles avec les horaires des travailleurs et ne conservent qu’une faible quantité d’ouvrages de littérature générale. Les bibliothécaires, sans formation professionnelle, privilégient la protection des documents, dont ils craignent l’endommagement ou la perte, et n’offrent le service de prêt qu’aux enseignants et aux érudits, leur principal public.
En 1860, la circulaire Rouland sur les bibliothèques scolaires confirme l’importance de la lecture pour éduquer les citoyens et l’incapacité du pouvoir impérial à satisfaire les besoins en lecture de la population. Cette information est utilisée comme prétexte par les élites sociales conservatrices, qui ont développé un intérêt pour l’éducation du peuple qu’on pourrait qualifier de paternaliste, pour déclencher un mouvement de promotion de l’instruction des communautés locales, Ce dernier se traduit par la création de nombreuses bibliothèques populaires, qui naissent, pour la plupart, sous le Second Empire, période durant laquelle on accorde une grande importance à la formation personnelle des adultes. Le mouvement est lancé avec la fondation, en 1861, de la Bibliothèque des Amis de l’Instruction du IIIe arrondissement par Jean-Baptiste Girard, un typographe socialiste de la classe ouvrière. Les bibliothèques populaires ont pour objectif de rendre accessibles des ouvrages destinés à éduquer et divertir le plus grand nombre, d’offrir un service de prêt à l’ensemble de la population, toutes origines sociales confondues, et de proposer des heures d’ouverture en soirée pour permettre aux ouvriers d’en profiter après leur journée de travail. Les réformateurs veulent que les bibliothèques populaires privilégient l’acquisition d’œuvres contenant des informations techniques utiles pouvant instruire la population et qui sont moralement acceptables,. Ils soutiennent qu’il y a trop de « mauvais livres » en circulation et, avec l’objectif de moraliser le peuple, désirent promouvoir des lectures plus saines. Vers 1902, il existe plus de 3000 bibliothèques populaires en France.

## Création de la Société Franklin
Dans le sillon du travail des bibliothèques des Amis de l'instruction, développées essentiellement en région parisienne, la Société Franklin est créée par Jean-Baptiste Girard, qui a déjà participé à la naissance des premières bibliothèques populaires indépendantes à Paris, et le colonel Idelphonse Favé, de l’École polytechnique, en 1862 dans le but de développer en France les bibliothèques populaires laïques. Elle adopte le nom de « Franklin » en hommage à Benjamin Franklin, fondateur des premières bibliothèques populaires aux États-Unis, mais également homme d’État, écrivain et artisan autodidacte. En France, Benjamin Franklin, représentant l’homme d’origine modeste qui trouve le succès dans différents domaines grâce à l’auto-éducation, devient symbole de prestige et d’instruction.
Favé et Girard sollicitent leur réseau et regroupent dans le conseil d'administration des hommes politiques, des hauts fonctionnaires, des intellectuels ou encore des industriels ayant différentes idéologies politiques et croyances religieuses. Rejoignent ainsi la Société Franklin, entre autres, Jules Simon, Édouard Laboulaye, Adolphe et Gustave d’Eichthal, ou encore Jean Macé,. Le marquis de Chasseloup-Laubat, catholique et ancien ministre de la Marine, devient le premier président de la Société, tandis que Jules Simon, républicain, est élu vice-président. Le fonctionnement de la Société Franklin est relativement politique et permet à toute personne qui paie le droit de souscription de 10 francs de participer aux assemblées générales et à l’élection des 50 membres du conseil d’administration.

## Les activités de la Société Franklin
Parmi les membres de la Société, on trouve aussi des donateurs, des sociétaires et des correspondants, qui jouent un rôle d’intermédiaire entre l’organisation et la population. En plus de promouvoir les activités de l’association, les correspondants encouragent la création de nouvelles bibliothèques populaires et communiquent des informations sur les goûts et les besoins de la population à la Société,.
L’objectif de la Société Franklin est de favoriser le développement des bibliothèques populaires, surtout en milieu rural, mais ne se propose pas d’en fonder elle-même. Elle fournit plutôt, aux particuliers ou aux associations qui désirent créer une bibliothèque populaire, des informations sur leur développement et des conseils. Elle publie d’ailleurs une Instruction pour la formation d’une bibliothèque populaire. En plus de fournir des conseils de gestion, l’organisation négocie des tarifs pour que les bibliothèques qui lui sont affiliées puisse acheter des lots de livres à des prix négociés et fait également parfois des dons d’ouvrages. La Société met à la disposition des bibliothèques des fiches expliquant comment prendre soin des livres qu’elles peuvent coller sur les quatrièmes de couverture pour informer leurs usagers.
L'association est également à l'initiative de l'établissement et de la diffusion de catalogues d'ouvrages recommandés par la Société, en fonction des publics cibles ; elle diffuse par exemple le catalogue de la bibliothèque de village, de ville, le catalogue militaire ainsi que le catalogue pour la bibliothèque scolaire. Le premier catalogue de la Société Franklin est conçu par le conseil d’administration, en collaboration avec les correspondants, qui ont identifié, sur le terrain, les titres préférés des usagers des bibliothèques. Chaque nouvelle édition du catalogue de la Société Franklin comprend quelques titres de plus que la précédente.

## Les Bulletins de la Société Franklin
La Société se dote en 1868 du Bulletin de la Société Franklin, qui permet de faire le lien entre l'ensemble des bibliothèques qui lui sont affiliées sur le territoire français. On y retrouve notamment un bulletin bibliographique qui présente des comptes-rendus de lecture, ainsi que des textes sur la vie locale des bibliothèques. L'association est également à l'initiative de l'établissement et de la diffusion de catalogues d'ouvrages recommandés par la Société, en fonction des publics cibles ; elle diffuse par exemple le catalogue de la bibliothèque de village, de ville, le catalogue militaire ainsi que le catalogue pour la bibliothèque scolaire. Il s’agit du premier journal français s’adressant aux bibliothécaires pour les tenir informés des développements en cours. Ceux-ci pouvaient d’ailleurs envoyer des rapports parsemés de commentaires à la Société Franklin sur leur propre bibliothèque et des extraits de ces comptes-rendus étaient publiés dans les Bulletins. Le journal présentait également des statistiques de fréquentation des lecteurs et des détails sur les profils des usagers des bibliothèques et sur leurs préférences de lecture. Le Bulletin de la Société Franklin semble disparaître en 1934.

## Déclin de la Société Franklin
La Société Franklin est à l’origine de la plus grande impulsion qui fut donnée au mouvement de création des bibliothèques populaires en France. Au début des années 1870, l’association affirme être en communication avec plus de 800 bibliothèques populaires, qui lui sont affiliées.
En 1870, les activités de la Société sont interrompues par la guerre franco-prussienne, mais reprennent une fois la guerre terminée avec un objectif supplémentaire : favoriser le développement des bibliothèques militaires. Un décret du président de la République reconnaît l’utilité publique de la Société Franklin en 1879. À partir de 1880, le départ d’une partie de ses membres fondateurs ainsi que la diminution de ses ressources et des demandes venant de ses bibliothèques provoquent un certain déclin dans les activités en lien avec les bibliothèques populaires de la Société. Son rôle auprès des bibliothèques militaires s’accroît alors, ce qui lui permet de survivre encore quelques années.

### Sources
- Larousse du XIXe siècle, t. 14, p. 804.